# 轮南镇
轮南镇，是中华人民共和国新疆维吾尔自治区巴音郭楞蒙古自治州轮台县下辖的一个乡镇级行政单位。

## 行政区划
轮南镇下辖以下地区：
塔河桥社区、亚买提社区和买皮库勒社区。